# Истомин, Михаил Константинович
Михаил Константинович Истомин (16 июля 1860 — ?) — русский морской офицер, капитан 1-го ранга, участник Цусимского сражения.

## Биография
Из дворян города Кронштадта. Сын адмирала и члена Адмиралтейств-совета Константина Ивановича Истомина 2-го. Племянник героя Севастопольской обороны контр-адмирала В. И. Истомина и вице-адмирала П. И. Истомина.
- 16 сентября 1875 — Воспитанник Морского корпуса.
- 20 апреля 1877 — Поступил на действительную службу.
- 20 апреля 1880 — Окончил Морское училище. Гардемарин.
- 21 сентября 1881 — Мичман.
- 1880—1883 — Заграничное плавание в Тихом океане на клиперах «Пластун» и «Стрелок».
- 13 ноября 1883 — И. д. ревизора на императорской яхте «Царевна» с переводом в 1-й флотский экипаж.
- 1884 — Вахтенный офицер фрегата «Князь Пожарский».
- 23 декабря 1884 — В составе гвардейского флотского экипажа.
- 20 января 1885 — Врид командира миноноски «Скворец».
- 20 января 1886 — Лейтенант.
- 1886—1888 — Вахтенный начальник клипера «Стрелок» в заграничном плавании.
- 20 мая 1888 — Командир роты состава команды клипера «Стрелок».
- 13 мая 1890 — 12 июля 1894 — Ревизор корвета «Рында».
- 1895 — Вахтенный начальник парохода «Онега» в Финском заливе.
- 11 августа 1895 — Младший помощник инспектора судоходства на реке Свирь и Онежском канале.
- 5 августа 1897 — Старший помощник судоходства приладожских каналов.
- 30 июня 1898 — Старший помощник инспектора судоходства и заведующий инспекцией бассейна Чудского и Псковского озёр.
- 6 декабря 1899—1900 — Старший офицер крейсера 2-го ранга «Крейсер».
- Командир миноноски № 124 в составе Практической эскадры Балтийского флота.
- 1 января 1901 — Капитан 2-го ранга.
- 19 января 1900 — 9 июня 1903 — Старший офицер крейсера 1-го ранга «Паллада».
- 17 сентября 1903 — 26 апреля 1904 — Штатный слушатель временного курса военно-морских наук при Николаевской Морской Академии.
- 19 июня 1904—1905 — Командир вспомогательного крейсера «Урал», участвовал в Цусимском сражении, был взят в плен.
- 18 сентября 1905 — Уволен в отставку.
- 6 декабря 1905 — Капитан 1-го ранга.

Помянутый только что М. К. Истомин, тогда в чине лейтенанта, обладал характерно российской наружностью. Широкоскулое лицо, монгольские хитрые голубоватые глазки, не «очень отчетливо» обрисованный нос, белокурая, ещё юная борода, стриженная с намеком на бакенбарды, не сходившая с пухлых губ не то насмешливая, не то приглашающая улыбка. При этом стройное сложение, раскачка в походке и сиплый, точно с перепоя, голос. В общем, определённый «сердцеед», обладавший большим остроумием. Он сознавал свою неотразимость, свой победительный шарм, но отнюдь не щеголял этим, а скорее прикидывался славным, беспечным простаком.— Александр Бенуа. Жизнь художника
Во время перехода русской 2-й Тихоокеанской эскадры на Дальний Восток во время русско-японской войны 1904—1905 гг., М. К. Истомин, будучи командиром вспомогательного крейсера «Урал», открыто высказывал намерение сдать свой корабль врагу. Именно поэтому вспомогательный крейсер «Урал», единственный из всех вспомогательных крейсеров русской 2-й Тихоокеанской эскадры, не был накануне Цусимского сражения 14-15 мая 1905 г. командующим эскадры отпущен в свободное самостоятельное крейсерство, как прочие вспомогательные крейсера, а участвовал в Цусимском сражении. Почему командующий русской 2-й Тихоокеанской эскадры вице-адмирал З. П. Рожественский не отстранил столь позорно ведущего себя командира одного из боевых кораблей своей эскадры от командования и не предал его за его преступные разговоры суду военного трибунала, остаётся неизвестным, возможно это связано с большими родственными связями предателя с высшими военно-морскими кругами России. Во время Цусимского сражения командир вспомогательного крейсера «Урал» капитан 2-го ранга М. К. Истомин, родной племянник героя обороны Севастополя 1854—1855 гг. контр-адмирала В. И. Истомина, осуществил своё предательское намерение — вспомогательный крейсер русского флота «Урал» был позорно брошен своим экипажем во главе со своим командиром.

## Сочинения
- Балтийский флот в кампанию 1854—1855 годов. — СПб., 1904. — 70 с.

## Отличия
- Орден Святого Станислава III степени (1.1.1892)
- Французский орден Почётного легиона кавалерского креста (22.11.1893)
- Серебряная медаль «В память Царствования Императора Александра III» (1896)
- Орден Святой Анны III степени (14.04.1902)